# 249 (số)
249 (hai trăm bốn mươi chín) là một số tự nhiên ngay sau 248 và ngay trước 250.